# Cercocebus atys
Cercocebus atys (Мангабі сажевий) — вид приматів з роду Cercocebus родини мавпові.

## Опис
Довжина голови і тіла самців: 47-67 см, самиць: 45-60 см; довжина хвоста: 40-80 см; вага самців: 7-12 кг, самиць: 4,5-7 кг. Хутро сіре або сіро-коричневе зверху, низ світліший. Безволосе лице рожеве чи сіре, писок чорний. Є яскраве, зачесане назад волосся на щоках. Підвид Cercocebus atys lunulatus має білого кольору живіт і білу пляму на задній частині голови. Враховуючи їхню дієту з твердого насіння та горіхів, мангабі мають міцні корінні зуби.

## Поширення
Країни проживання: Буркіна-Фасо; Кот-д'Івуар; Гана; Гвінея; Гвінея-Бісау; Ліберія; Сенегал; Сьєрра-Леоне. Живе від рівня моря до принаймні 1000 м над рівнем моря. Зустрічається в первинних і вторинних лісах, галерейних лісах, болотних лісах, включаючи мангрові і мозаїчні місця існування. 

## Стиль життя
Цей вид багато в чому наземний, але також використовує дерева. У Гвінеї відомий з лісової савани. Цей вид відомий через рейди на ферми. Вони терпимі до деякого ступеня деградації середовища проживання за відсутності полювання. Вони живуть в групах на кілька самців, які іноді можуть включати до 100 тварин, але часто розбиваються на менші підгрупи. Вони всеїдні, але головним чином їдять плоди, насіння та інші частини рослин. Комахи та інші дрібні тварини доповнюють дієту. Відомі хижаки: Pan troglodytes, Panthera pardus, Stephanoaetus coronatus, Homo sapiens, Bitis gabonica.
Після 170-денного вагітності, самиця народжує зазвичай одне дитинча. Середня тривалість життя в дикій природі становить 18 років. Середня тривалість життя в неволі для самців є 26.8 років.

## Загрози та охорона
Виду загрожує втрата середовища існування, викликаного збезлісенням. На Цей вид локально полюють на м'ясо. Цей вид занесений до Додатка II СІТЕС і класу B африканської Конвенції про збереження природи і природних ресурсів. Зустрічається в ряді природоохоронних територій.